# Psorotichia incavata
Psorotichia incavata är en lavart som beskrevs av H.Magn.. Psorotichia incavata ingår i släktet Psorotichia, och familjen Lichinaceae. Arten är reproducerande i Sverige.